# Piagailoe
Piagailoe (conosciuto anche come West Fayu) è un atollo disabitato dell'oceano Pacifico appartenente all'arcipelago delle Isole Caroline situato nello Stato di Yap, parte degli Stati Federati di Micronesia.

## Geografia
L'atollo si trova nella parte orientale dello Stato di Yap, 71 km a nord-est da Lamotrek e 82 km a nord-ovest da Satawal (municipalità dalla quale dipende).
All'interno della laguna dell'atollo, nella zona nord-orientale, sorge una piccola isola ricoperta di fitta vegetazione, poco a sud della stessa è presente un banco di sabbia che riduce la navigabiltà della zona.
Secondo i rilevamenti della National Imagery and Mapping Agency (NIMA), l'agenzia statunitense che si occupa delle rilevazioni cartografiche per il Dipartimento della Difesa, nell'area del reef dell'atollo sono presenti diversi relitti di navi incagliate.
L'area è stata identificata dal governo degli Stati Federati di Micronesia come potenziale area naturale protetta per la presenza di nidi di uccelli marini e tartarughe.